# Giacomo Parravicino

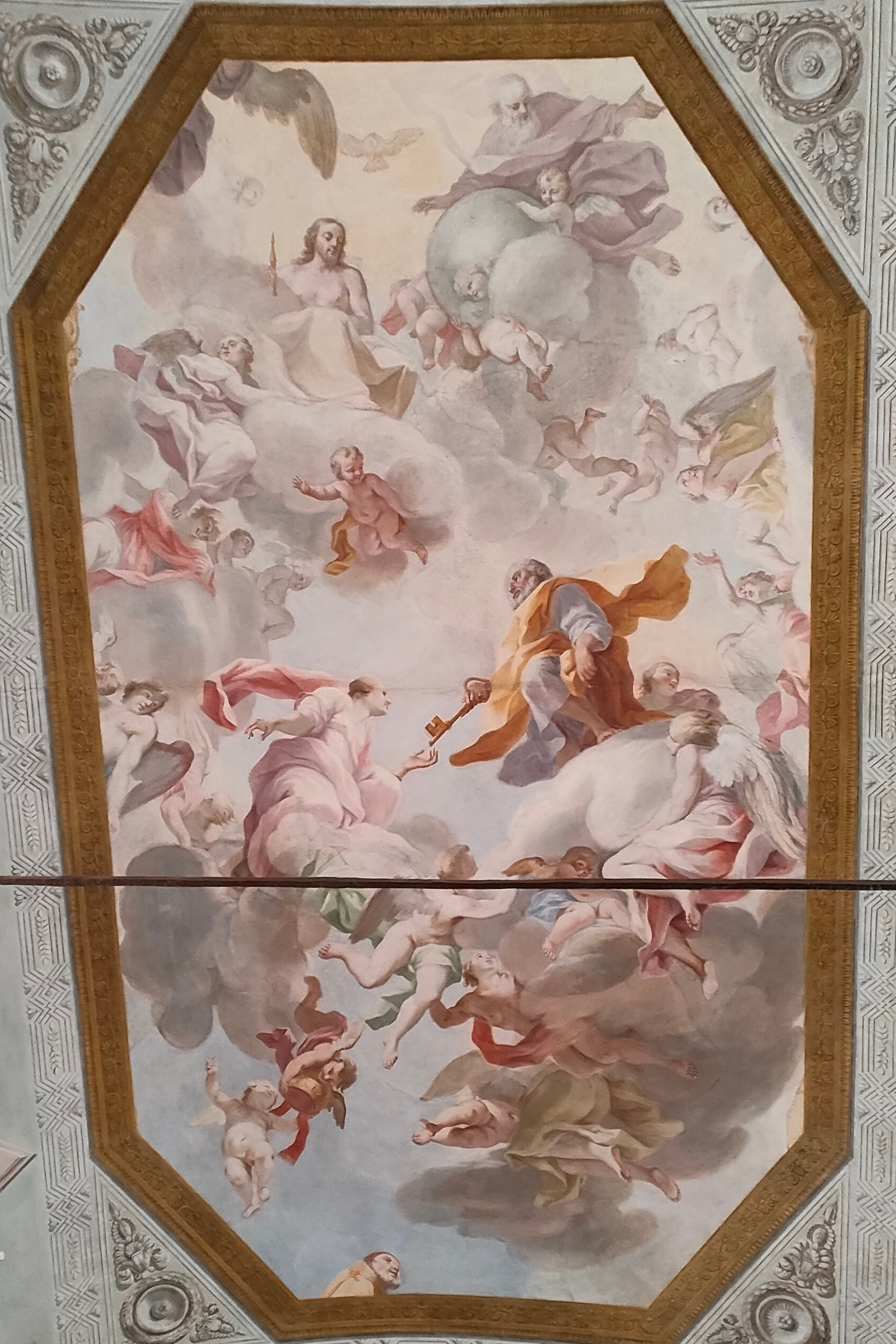
Giacomo Parravicini, Voûte de l'église des Saints Pierre et Paul, à Biumo (Varèse)

Giacomo Parravicino, dont le nom s'écrit aussi  Paravicini ou Parravicini, est un peintre italien , dit  Gianolo, né à Caspano (quartier de Civo), le 5 janvier 1660 et mort à Milan, 28 février 1729.

## Biographie
Giacomo Parravicino nait à Caspano, une frazione de Civo, en Valteline, le 5 janvier 1660. Il est formé à l'Accademia ambrosiana  à l'époque où elle est dirigée par Antonio Busca (1625-1686).
Il réalise ses premiers travaux importants dans sa ville natale, dans l'église paroissiale de San Bartolomeo, en 1687—1688. De la même époque, datent des fresques et des peintures dans diverses églises et chapelles de Cercino et Morbegno, parmi lesquelles la collégiale de San Giovanni Battista. Vers 1700, et grâce à son ami, le peintre Giorgio Bonola (1657-1700), il séjourne à Vacciago, à Corconio et à Orta, dans la région de Novare.
Vers 1694, il peint les tableaux du Saint-Sacrement et des Miracles de San Carlo dans la cathédrale de Milan.
L'année suivante, il est de nouveau à Milan et peint les fresques des nefs latérales de l' église Saint Alexandre à Zebedia en collaboration avec Giorgio Bonola. Il rejoint la nouvelle Académie de San Luca, fondée par Bonola lui-même (avec son père Rocco) dans sa ville natale de Corconio, dans le but de réunir les peintres lombards les plus célèbres de l'époque, influencés par  Carlo Maratta (1625-1713). La collaboration entre les deux artistes se développe étroitement entre 1689 et 1695.
Les frères Grandi, à savoir les quadraturistes Giovan Battista Grandi (1643-1718) et Girolamo Grandi (1658-1718), avec lesquels Gianolo collabore étroitement dans les années suivantes, rejoignent également  l'Académie de San Luca.
La coopération artistique entre Paravicini et les frères Grandi s'exprime dans la décoration de l'oratoire de San Michele de la Confrérie des Disciplini, dans la basilique San Calimero de Milan à Milan et, surtout, de 1700 à 1702, dans la création des fresques, avec des scènes du Triomphe de la Croix, dans la coupole du sanctuaire Sainte-Marie-de-la-Croix à Crema, alors dirigé par les Carmes Déchaussés. La collaboration se poursuit à Saronno dans le sanctuaire de San Francesco (1712), à Bagnolo Cremasco dans l'église paroissiale pour la décoration de la chapelle de San Giuseppe (1714).
Parallèlement, et au tournant du siècle, Gianolo  commence à travailler avec son neveu Alessandro à Chiuro dans l'église paroissiale des Saints Giacomo et Andrea et dans le sanctuaire de la Beata Vergine della Neve et San Carlo. Puis à Caspano, à Cercino et encore à Milan avec une Immaculée conception en gloire dans la chapelle de Sant'Agata dans l'église Sant'Angelo de Milan. La création des treize lunettes du cloître du couvent de San Francesco de Trecate date égalementde la fin du siècle.
En 1704, Gianolo décore le plafond de l'église des Saints Pierre et Paul de Biumo Inferiore, en 1705-1706 il peigne deux grandes toiles (Le transport des reliques et Le martyre des Saints Gervasio et Protasio) pour l'église des Saints-Gervais-et-Protais de Sondrio et en 1708 il peint la Madonna del Rosario avec San Domenico dans l'église paroissiale de Campovico (Morbegno) où figure également une de ses Crucifixions de 1712. De cette époque datent également les toiles du Sermon et du Martyre de Saint-Barthélemy dans le presbytère d  l'église paroissiale de Caspano (1712-1714) et les toiles de la Madone du Soccorso et de la Triade dans l'église de la Misericordia de Casale Monferrato.
Il peint également un cycle sur la vie de Sant'Alessandro dans l'église du même nom de Traona, et dix-huit autres tableaux représentant autant de vertus, les fresques et les toiles du presbytère de l'église de Saint Ignace à Ponte in Valtellina et le retable de la Madonna del Suffragio de l'église des Saints-Jacques-et-André de Chiuro.
En 1721 il se rend de nouveau à Crema, au  Sanctuaire Sainte-Marie-de-la-Croix, et décorer l'aile nord de la basilique.
Père de quatre enfants, dont Giuseppe (1683-1716), également peintre, et grand-père de Alessandro (1705-1780) qui a longtemps collaboré avec son grand-père, Gianolo meurt le 28  février 1729 à Milan.